# Quattro Castella

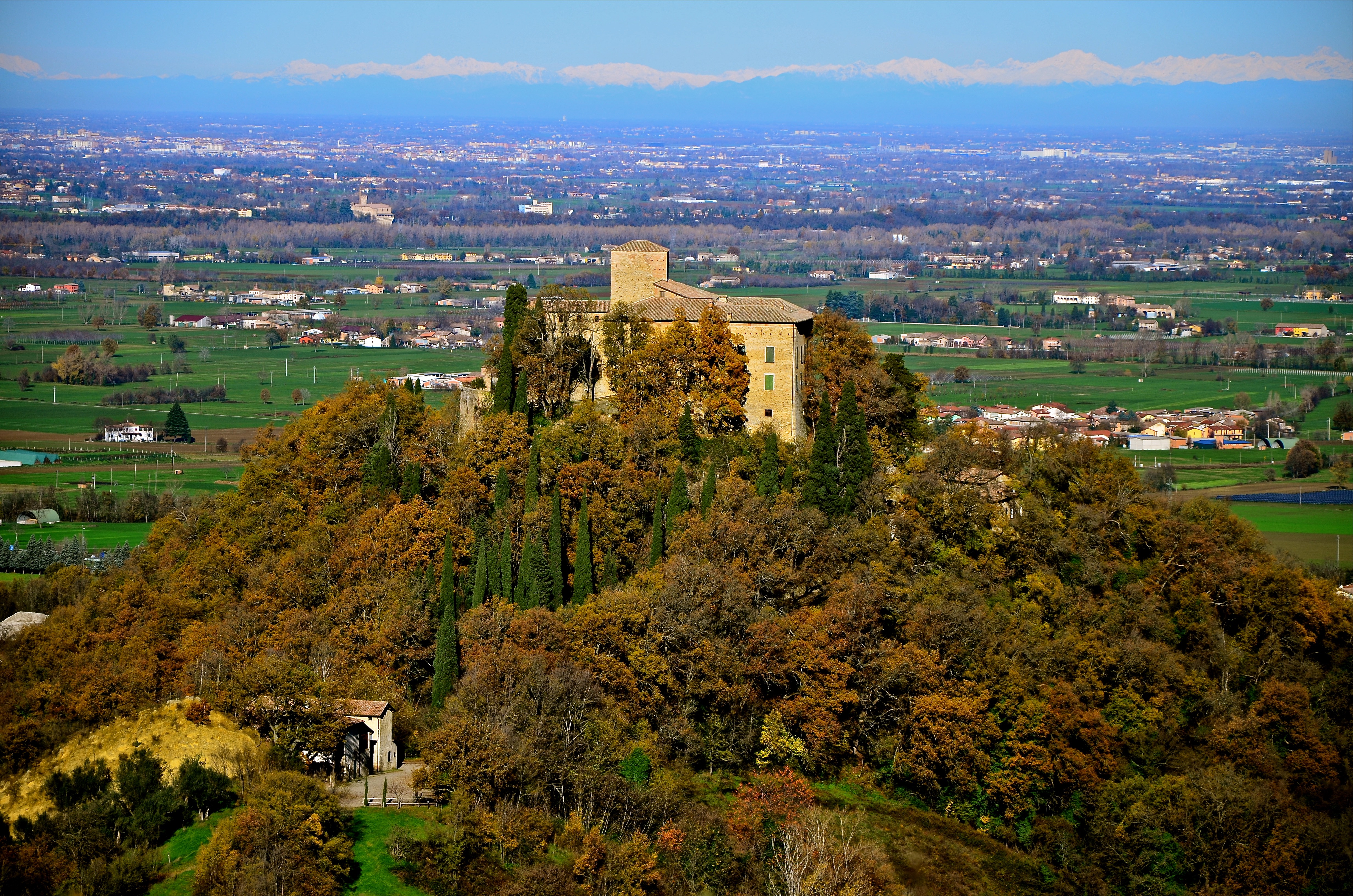
Castello di Bianello

Quattro Castella  (I Quâter Castē in dialetto reggiano) è un comune italiano di 13 228 abitanti della provincia di Reggio Emilia in Emilia-Romagna.

## Geografia fisica
Quattro Castella è situato alle propaggini dell'Appennino reggiano, a 17 km a sud-ovest da Reggio nell'Emilia. Il comune castellese, compreso tra le prime colline appenniniche e l'alta pianura, abbraccia una fascia che va dalla val d'Enza ad ovest alla valle del Crostolo ad est.

## Origini del nome
Il paese di Quattro Castella prende il nome da quattro castelli che sorgono su altrettanti colli. Partendo da est si incontrano Monte Vetro, Bianello, Monte Lucio e Monte Zane. Probabilmente facevano parte del sistema difensivo settentrionale dei domini dei Canossa. Ad eccezione del castello di Bianello, pressoché intatto, degli altri castelli non restano che pochi ruderi.
- Monte Vetro (o Monte Vecchio) è il più orientale. Nato probabilmente come torre difensiva attorno al 1000, passò dai Canossa ai Da Fogliano, e da questi al comune di Parma. Nel 1354 tornò ai Canossa, ai quali rimase fino alla loro estinzione. Divenne in seguito sede di contado e poi di pretorio; oggi non ne rimane che qualche rudere. Nel 1403 vi fu imprigionato Pier Maria I de' Rossi dopo che fu catturato da Antonio da Vallisnera.
- Bianello è il secondo dei quattro colli, su cui si erge il castello di Bianello, l'unico rimasto integro. Storicamente legato al castello di Canossa di cui fu contemporaneo, nacque molto probabilmente come torre di vedetta a nord verso la pianura padana. Fu dimora della grancontessa Matilde di Canossa, che lo prediligeva come residenza. Qui venne nominata vicario imperiale dall'imperatore Enrico V di Franconia[5]. Dal 2002 di proprietà del comune di Quattro Castella che lo ha acquistato interamente, con tutta la superficie limitrofe annessa; è possibile effettuare visite guidate, affittarlo per eventi e matrimoni. Esiste una leggenda di avvistamenti d'un fantasma all'interno delle mura, ma è il rilievo storico ed artistico proprio della struttura che rappresenta il maggior interesse.
- Monte Lucio (o Monte Luzzo) è il terzo, venendo da levante, "ed è opinione ch'esso sia denominato così dai Lucii, coloni romani"[6]. Sorto come torre difensiva nel X secolo, fu venduto a Parma nel 1297. Venne completamente distrutto ad opera di Azzo d'Este nel 1307 e poi ricostruito. Gli scavi archeologici svolti in cima al colle hanno rivelato la presenza della cinta muraria di una chiesa (probabilmente dedicata a san Leonardo) e di numerose sepolture corredate da oggetti rituali (monete, effetti personali).
- Monte Zane (o Monte Zagno o Mongiovanni) è il più occidentale dei quattro castelli. Lo possedettero per primi i Dalla Palude, poi i parmigiani, i reggiani, e nel 1339 giunse ai Canossa. Oggi rimane unicamente il màstio centrale, del quale un muro è crollato di recente a causa di terremoti.

## Storia
Il 17 febbraio 1872 la frazione di Mucciatella (l'attuale Puianello) si stacca dal comune di Vezzano sul Crostolo per essere annessa al comune di Quattro Castella.

### Simboli
Lo stemma e il gonfalone sono stati concessi con DPR del 27 ottobre 1965.
Lo stemma comunale è un'arma parlante.
Il gonfalone è un drappo partito d'azzurro e di bianco.

## Monumenti e luoghi d'interesse

### Architetture religiose
- Chiesa di Sant'Antonino Martire
- Oratorio "Don Bosco"
- Chiesetta della Madonna della Battaglia, in riferimento alla battaglia di Bianello

### Architetture militari
- Castello di Bianello, le cui origini sono rintracciate nell'835 d.C. e la cui storia è legata alla contessa Matilde di Canossa.

### Aree naturali
- Oasi di Bianello
- Parco di Roncolo

## Cultura

### Eventi
Rievocazioni storiche con Corteo Storico Matildico nel mese di maggio.
Contrade:
- I Cavalieri di Matilde
- Il gruppo dei Villici
- L'Ass.ne Sbandieratori e Musici Maestà della Battaglia
- La contrada di Borgoleto
- La contrada di Monticelli

## Società

### Evoluzione demografica
Abitanti censiti

### Etnie e minoranze straniere
Al 31 dicembre 2017 gli stranieri residenti nel comune sono 815, pari al 6,2% della popolazione. Le nazionalità più numerose sono:
- Marocco: 116
- Ucraina: 78
- Romania: 66
- Kosovo: 56
- Albania: 48

## Geografia antropica

### Frazioni
- Quattro Castella: Bergonzano, Bianello, Ca' Marzano, Ca' Noce, Ca' del Pomo, Ca' Ruspecchio, Ca' Zecchini, Calinzano, Casa Valle, Case Rosse, Fornaci, Fossetta, Ghesiola, La Fornace, Madonna della Battaglia, Mangalano, Mediana, Monticelli, Rio da Corte, Salvarola (o Selvarola) di sopra, Salvarola (o Selvarola) di sotto, Case Valle, Case Rosso, Calinzano
- Montecavolo: Bambasino, Ca' Nuova, Ca' Moreda, Ca' Soldette, Cantone, Costa, Fola, La Buca, Montelocco, Orologia, Pellizzara, Scampate, Tempie, Valestra.
- Puianello: Boschi, Botteghe, Braglie, Ca' Matta, Ca' del Rio, Cammelline, Casale, Casone, Corticella, Fornasotto, Il Più Bello, La Copela, La Rosta, Le Forche, Montegaio, Mucciatella, Pamperduto, San Felice.
- Roncolo: Biagini, Cerro, Colombara, Rubbianino, Tripoli, Tramicello
- Salvarano: Bedogno, Ca' Montebello, Cereto, Molinetto, Piazza Navona, Pinotta, Giunta delle Acque, Parma Vecchia, Cà Nuova.

## Amministrazione
Di seguito è presentata una tabella relativa alle amministrazioni che si sono succedute in questo comune.
| Periodo        | Periodo        | Primo cittadino   | Partito      | Carica  | Note   |
| -------------- | -------------- | ----------------- | ------------ | ------- | ------ |
| 2 agosto 1985  | 14 giugno 1999 | Ivan Aleotti      | PCI, PDS     | Sindaco | [ 12 ] |
| 14 giugno 1999 | 8 giugno 2009  | Cesare Beggi      | lista civica | Sindaco | [ 12 ] |
| 8 giugno 2009  | 27 maggio 2019 | Andrea Tagliavini | lista civica | Sindaco | [ 12 ] |
| 27 maggio 2019 | in carica      | Alberto Olmi      | lista civica | Sindaco | [ 12 ] |

### Gemellaggi
- Buzet, dal 1978[senza fonte]
- Weilburg, dal 2002[senza fonte]